# Симеона Ашламашка
Симеона Ашламашка е българска народна певица, събирала и съхранила автентични народни песни от героичния български епос.
Родена е в сиромашко, отрудено семейство, с многобройна челяд. Хората били така закъсали, че „понякога в хамбара не можело да се насмете жито и за една питка“. Поради бедност и на училище не е ходила, защото една година стигала само да надзърне към Просвещението. Местният даскал много молил баща ѝ да не я спира от училище, но много били децата в семейството и Монка, както я наричали през целия ѝ живот, трябвало да работи.
На училище повече не ходи но изучила пеенето на народните песни от майка си, която е толкова добра певица, че когато запее, хората около нея забравяли и глада и несгодите. Научила се да реди думите в песен и понеже всеки празник не минава без свирня, двете пеят по седенки, на сватби и на кръщавки.
Песни събирала за Крали Марко и три синжира роби, за Врачан Димитър, който „заградил кула шарена с осемдесе сърчи пенджоре“. Пее и неизвестни дотогава песни за Христо Ботев и неговите четници, „белите комита на Ботьов войвода“.
За времето от баба Монка са запазени няколко сборника с песни, но няма записи за поколенията. Покрай провеждането на XII национален събор на българското народно творчество (2020) е споменато, че нейните песни са съхранени от доц. д-р Йорданка Манкова.